# Veyrins-Thuellin
Veyrins-Thuellin és un municipi francès situat al departament de la Isèra i a la regió d'Alvèrnia-Roine-Alps. L'any 2007 tenia 1.760 habitants.

## Demografia

### Població
El 2007 la població de fet de Veyrins-Thuellin era de 1.760 persones. Hi havia 667 famílies de les quals 174 eren unipersonals (79 homes vivint sols i 95 dones vivint soles), 182 parelles sense fills, 265 parelles amb fills i 46 famílies monoparentals amb fills.
La població ha evolucionat segons el següent gràfic:
Habitants censats

### Habitatges
El 2007 hi havia 803 habitatges, 681 eren l'habitatge principal de la família, 72 eren segones residències i 50 estaven desocupats. 741 eren cases i 56 eren apartaments. Dels 681 habitatges principals, 533 estaven ocupats pels seus propietaris, 126 estaven llogats i ocupats pels llogaters i 22 estaven cedits a títol gratuït; 1 tenia una cambra, 19 en tenien dues, 67 en tenien tres, 180 en tenien quatre i 414 en tenien cinc o més. 565 habitatges disposaven pel capbaix d'una plaça de pàrquing. A 286 habitatges hi havia un automòbil i a 330 n'hi havia dos o més.

### Piràmide de població
La piràmide de població per edats i sexe el 2009 era:
| Homes | Edats   | Dones |
| ----- | ------- | ----- |
| 0     | 95 o +  | 0     |
| 0     | 90 a 94 | 12    |
| 8     | 85 a 89 | 16    |
| 16    | 80 a 84 | 24    |
| 28    | 75 a 79 | 48    |
| 16    | 70 a 74 | 20    |
| 28    | 65 a 69 | 40    |
| 32    | 60 a 64 | 32    |
| 32    | 55 a 59 | 48    |
| 52    | 50 a 54 | 48    |
| 52    | 45 a 49 | 32    |
| 56    | 40 a 44 | 56    |
| 64    | 35 a 39 | 64    |
| 52    | 30 a 34 | 40    |
| 36    | 25 a 29 | 52    |
| 28    | 20 a 24 | 28    |
| 84    | 15 a 19 | 32    |
| 60    | 10 a 14 | 80    |
| 36    | 5 a 9   | 48    |
| 16    | 0 a 4   | 36    |

## Economia
El 2007 la població en edat de treballar era de 1.108 persones, 821 eren actives i 287 eren inactives. De les 821 persones actives 740 estaven ocupades (424 homes i 316 dones) i 81 estaven aturades (29 homes i 52 dones). De les 287 persones inactives 101 estaven jubilades, 94 estaven estudiant i 92 estaven classificades com a «altres inactius».

### Ingressos
El 2009 a Veyrins-Thuellin hi havia 710 unitats fiscals que integraven 1.831,5 persones, la mediana anual d'ingressos fiscals per persona era de 17.903 €.

### Activitats econòmiques
Dels 92 establiments que hi havia el 2007, 3 eren d'empreses alimentàries, 2 d'empreses de fabricació de material elèctric, 16 d'empreses de fabricació d'altres productes industrials, 22 d'empreses de construcció, 19 d'empreses de comerç i reparació d'automòbils, 4 d'empreses de transport, 2 d'empreses d'hostatgeria i restauració, 5 d'empreses financeres, 5 d'empreses immobiliàries, 4 d'empreses de serveis, 4 d'entitats de l'administració pública i 6 d'empreses classificades com a «altres activitats de serveis».
Dels 30 establiments de servei als particulars que hi havia el 2009, 1 era una oficina de correu, 7 tallers de reparació d'automòbils i de material agrícola, 1 paleta, 5 guixaires pintors, 7 fusteries, 2 lampisteries, 4 electricistes, 2 perruqueries i 1 agència immobiliària.
Dels 6 establiments comercials que hi havia el 2009, 3 eren fleques, 1 una carnisseria, 1 una botiga d'equipament de la llar i 1 un drogueria.
L'any 2000 a Veyrins-Thuellin hi havia 17 explotacions agrícoles que ocupaven un total de 480 hectàrees.

## Equipaments sanitaris i escolars
El 2009 hi havia 1 escola maternal i 2 escoles elementals.

## Poblacions més properes
El següent diagrama mostra les poblacions més properes.